# Wolfgang Wengenroth
Wolfgang Wengenroth (* 15. November 1975 in Bonn, Deutschland) ist ein deutscher Dirigent.

## Leben
Wolfgang Wengenroth studierte Klavier und Dirigieren an der Universität für Musik und Darstellende Kunst in Graz sowie an der Musikhochschule Saar in Saarbrücken. Er machte seinen Abschluss im Jahr 2000.
Im Jahr 2002 begann er eine Tätigkeit als Solo-Repetitor an der Komischen Oper in Berlin. Zwei Jahre später wurde er vom damaligen Generalmusikdirektor Kirill Petrenko zu seinem Assistenten und Studienleiter ernannt. Von 2007 bis 2016 war Wengenroth als Kapellmeister sowohl am Theater für Niedersachsen Hildesheim-Hannover, am Hessischen Staatstheater Wiesbaden als auch am Nationaltheater Mannheim. Im Jahr 2013 engagierte Kirill Petrenko Wolfgang Wengenroth erneut. Diesmal als Assistent für die von ihm dirigierte Frank-Castorf-Inszenierung des Rings des Nibelungen in Bayreuth, im Jubiläumsjahr der Festspiele.
Seit 2016 arbeitet Wengenroth künstlerisch freischaffend. Gastauftritte führten ihn zu Engagements u. a. an die Staatsoper Unter den Linden, zur Ruhrtriennale, ans Theater Bremen, ans Oldenburgische sowie Badische Staatstheater Karlsruhe, zu Aufführungen mit dem Berner Symphonieorchester, den Bremer Philharmonikern, dem Kärntner Sinfonieorchester, der Nordwestdeutschen Philharmonie, am Teatro Colon, Buenos Aires, mit dem Shizuoka Symphony Orchestra, dem Gewandhausorchester sowie der Oper Leipzig. Er dirigiert regelmäßig an skandinavischen Häusern, darunter die Opern in Kopenhagen, Stockholm, Göteborg und Malmö, wo er zuletzt A Midsummer Night’s Dream musikalisch leitete. Wolfgang Wengenroth engagiert sich für junge Musiker weltweit. 2022 führten ihn Reisen u. a. in den Iran zu Workshops mit Nachwuchsmusikern sowie Konzerten mit dem Tehran Symphony Orchestra. Im Anschluss arbeitete er mit Jugendorchestern in Bolivien und Argentinien und gab Masterclasses in Santa Cruz de la Sierra und Buenos Aires. Zudem kehrte er zu einem Konzert nach Santa Fe zurück und gab sein Debüt am Teatro del Bicentenario im argentinischen San Juan. Wengenroth verfügt über ein breites Opern-, Ballett- und Konzertrepertoire. Dies schließt auch sein großes Interesse an neuer Musik mit ein. Er dirigierte u. a. Werke von Alban Berg, Olivier Messiaen, Erwin Schulhoff, Igor Strawinsky, Edgar Varèse und Kurt Weill.

## Lehrtätigkeit und Professur
Während seiner festen Stationen übernahm Wengenroth Lehraufträge für Korrepetition, Partienstudium, Leitung des Bläserorchesters oder Choreinstudierung an der Universität Graz, der UdK Berlin, der Hochschule in Hannover sowie der Musikakademie Wiesbaden.
2016 wurde er als Professor an die Universität für Musik und Darstellende Kunst in Graz berufen.